# دولت دموکراتیک آلبانی
دولت دمکراتیک آلبانی(به آلبانیایی: Qeveria Demokratike e Shqipërisë) که به عنوان دولت اول خوجه نیز شناخته می‌شود، در ۲۰ اکتبر ۱۹۴۴ براساس جنبش آزادی‌بخش ملی آلبانی پس از پایان مقاومت پارتیزانی آلبانی که در سال ۱۹۴۴ به پایان رسیده بود، تأسیس شد. دولت موقت اداره کشور را پس از آزادسازی از نیروهای آلمانی در ۲۸ نوامبر به‌دست گرفت. نخست‌وزیر موقت این دولت، انور خوجه، دبیر کل حزب کمونیست آلبانی بود.
دولت توسط جنبش آزادی‌بخش هدایت می‌شد و این جنبش نیز تحت کنترل حزب کمونیست بود. در باطن، دولت دمکراتیک یک دولت کمونیستی بود. این موضوع با حمایت بریتانیا منجر به حاشیه رفتن بیشتر بالی کومبتار، ملی‌گرای آلبانیایی شد. زوغو یکم به طور کامل از سلطنت خلع شد و دولت دمکراتیک وی را از بازگشت به کشور منع کرد. سپس جنبش ملی آزادی‌بخش به سرعت با دیگر کشورهای کمونیست جهان ارتباطات برادرانه ایجاد کرد.
انتخابات در ۲ دسامبر ۱۹۴۵ برگزار شد. در این دوره، جنبش آزادی‌بخش نام خود را به جبهه دمکراتیک آلبانی تغییر داد، که تنها سازمانی بود که در انتخابات مذکور شرکت کرد. در ۱۰ ژانویه ۱۹۴۶، جمهوری سوسیالیستی خلق آلبانی رسما اعلام شد.

## کابینه دولت
- انور خوجه - نخست‌وزیر، وزیر امورخارجه و دفاع ملی
- کوچی خوکس - معاون نخست‌وزیر، وزیر امور داخلی و رئیس کمیته حسابرسی
- توک جاکووا - وزیر بدون پورتفولیو، ۶ فوریه ۱۹۴۶ وزیر صنعت
- حاجی لشی - وزیر بدون پورتفولیو
- مانول کونومی - وزیر دادگستری (۶ مه ۱۹۴۶) - وزیر آموزش موقت (۵ فوریه ۱۹۴۸)
- اسپیرو کولکا - وزیر امور بین‌الملل
- نیچو انگلا - رمضان چیتاکو (۶ فوریه ۱۹۴۸) - وزیر دارایی
- ناکو اسپیرو - وزیر اقتصاد (۱۳ مارس ۱۹۴۷) - رئیس کمیته برنامه دولتی
- مدار شتیلا - وزیر بهداشت
- گاقو تاشکو - وزیر کشاورزی
- سجفولا مالشووا - وزیر آموزش و پرورش ( ناژیجه دومه ۶ فوریه ۱۹۴۸)
- گوگو نوشی وزیر بازرگانی ( ۳۱ ژانویه ۱۹۴۸)
- نستی کرنجی - وزیر بدون پورتفولیو و رئیس کمیسیون برنامه دولتی (۲۹ مه ۱۹۴۸)
- پاندی کریستو -  وزیر بدون پورتفولیو و رئیس کمیسیون برنامه دولتی (۱۹۴۷)
- مهمت شهو - وزیر ارتباطات و PTT (۶ فورییه ۱۹۴۸)